# 歌川広演
歌川 広演（うたがわ ひろのぶ、生没年不詳）とは、江戸時代の浮世絵師。

## 来歴
『浮世絵師便覧』によれば歌川豊広の門人で京都の人、作画期は文化の頃としている。作は奈良県立美術館所蔵の「雨乞小町図」（紙本着色）の1点のみが知られる。この「雨乞小町図」には「倣旭朗井勝春章圖　歌川廣演寫」の落款があり、勝川春章の絵を写したものということである。